# Bernardin de Saint-Pierre
Bernardin de Saint-Pierre (francès: Jacques-Henri Bernardin de Saint-Pierre)  (Le Havre, 19 de gener de 1737 - Éragny, 21 de gener de 1814) fou un escriptor i botànic francès. Fou en el seu temps especialment conegut per la seva novel·la Paul et Virginie (1788), molt popular el segle xix.

## Biografia
Fill d'un empleat de les missatgeries del Lovre, va estudiar amb els Jesuïtes de Caen, encara que d'una manera intermitent; va passar després a Rouan, on va obtenir el 1757 el premi de matemàtiques. De petit es va entusiasmar amb la novel·la de Robinson Crusoe i les vides dels sants; això, unit a un viatge que va fer a Martinica en un vaixell d'un oncle seu (de nom Godebout), va despertar la seva imaginació, iniciant-hi l'afició als viatges i aventures. Als vint anys, i al cap de poc temps de perdre la seva mare, va ingressar a l'escola de ponts i calçades, fundada el 1757 per Trudaine, però havent tancat després les portes aquest centre docent, no va poder obtenir Saint-Pierre el corresponent títol.
Comença llavors la seva vida d'aventures per tal de buscar-se una manera de viure adequada al seu temperament. Havent aconseguit un lloc al cos d'enginyers, va prendre part en la Guerra dels Set Anys (1760) a les ordres del comte de Saint-Germain, però a causa d'una querella, va ser suspès en les seves funcions i va tornar a la seva ciutat natal, on no va ser gaire ben acollit per la seva madrastra (el seu pare havia contret segones núpcies). Es va inscriure després com a enginyer geògraf per a l'expedició de Malta (1761), però com no tenia el seu títol en regla, va haver de desistir d'aquella empresa, al que també li va obligar, segons sembla, una altra nova querella. Va donar per algun temps lliçons de matemàtiques a París, i per aquella època va intentar fundar una colònia agrícola a manera de república ideal i igualitària, a les ribes del Mar d'Aral.

## Retorn a Rússia
A aquest efecte va emprendre un viatge a Rússia, i gràcies a la protecció del mariscal de Múnic i de dos francesos (el general de Bosquet i M. de Villebois), va rebre a Moscou el grau de subtinent i després el de capità al cos d'enginyers de l'exèrcit rus. Alguns dels seus biògrafs suposen que, a causa d'una intriga de Villebois, va suplantar Grigori Orlov, comte d'Orlow com a amant de la tsarina Caterina II. Tenia oblidat completament el projecte que el va portar a Rússia, o sigui la fundació de la seva famosa colònia. Va acceptar després una missió a Finlàndia, i de tornada a Rússia va veure els seus esmentats protectors en la desgràcia, per la qual cosa, mancat del suport d'aquests, va presentar la dimissió de les seves feines militars i es va traslladar a Polònia, arribant a Varsòvia a principis de 1764. Va ocupar-se allà en la diplomàcia secreta i va tenir amors amb la princesa Maria Miesnik, però cansat de la vida polonesa, es va traslladar a Dresden, on es va aficionar a una cortesana: d'allà es va dirigir a Berlín.
No va voler acceptar el nomenament de capità d'enginyers que li va oferir Federico el Grande, i va entaular estreta amistat amb Taubeiheim, conseller del rei El desembre de 1765 va arribar a París i va entrar en possessió d'una petita quantitat de diners que li va deixar el seu pare, qui acabava de morir. Va sol·licitar llavors una ocupació a l'exèrcit colonial, obtenint el grau de capità d'enginyers del rei a Ille de França. Però el seu esperit inquiet no el va deixar en repòs. Un viatge d'exploració que va proposar i executar al voltant de l'illa li va atreure el disgust dels seus superiors per haver maltractat d'obra els negres que l'acompanyaven a l'expedició. Malalt i cansat d'aquell país, va sol·licitar el retorn a França, i va arribar a París al juny de 1771. Va fer llavors diversos passos per obtenir una millor feina, sense cap resultat, i va perdre l'amistat del seu protector, el baró de Breteuil. Va resoldre llavors viure de la seva ploma, ja que s'havia exercitat ja en l'art d'escriure, redactant notes dels seus viatges i aventures. Van facilitar la seva tasca les relacions que va travar amb Rousseau, amb la senyoreta Lespinasse (el saló de la qual va freqüentar) i amb altres personalitats eminents en el cultiu de les lletres.

## Primeres produccions
Va ser la seva primera producció Voyage à l'Île de France, à l'Ile Bourbon et cap de Bonne-Espérance (Amsterdam i París, 1773). Aquesta obra va obtenir molt èxit, sobretot al món femení, i es pot dir que fins aleshores Saint-Pierre no havia trobat la seva veritable vocació. L'arquebisbe d'Aix va aconseguir per al novell publicista una pensió de 1.000 lires. Va començar després a compondre L'Arcadie, que havia de ser un poema èpic en 12 llibres, i en el qual tenien de ser representats tres estats successius de la Humanitat, a saber: el de la barbàrie, el de la natura i el de la corrupció.
Va presentar Saint-Pierre la seva obra a Rosseau, i si bé aquest la va aprovar, ho va fer no obstant, amb certes reserves, per la qual cosa el seu autor no la va acabar. Va seguir aquesta producció Études de la nature (París, 1784), en què va exposar meravellosament l'amor de la seva època a la natura i el seu odi contra els abusos de la societat. En aquesta obra es prova l'existència de Déu per les meravelles de la creació. Va ajudar granment a l'èxit de l'obra el llenguatge magnífic i pintoresc i la sensibilitat que impera a tota ella. En el volum quart d'aquests Etudes (1787) es conté la cèlebre novel·la Paul et Virginie, tantes vegades impresa i traduïda a gairebé totes les llengües, i que va contribuir a fomentar la seva fama d'escriptor, de tal manera, que Saint-Pierre, que fins aleshores només havia trobat negatives a les seves demandes d'ocupació i protecció, va ser objecte poc després de continuades lloances i prebendes: se'l nomena preceptor del Delfí, successor de Buffon en la direcció del Jardí Botànic i professor de la Escola Normal recentment creada, càrrecs per als quals no era apte, per la qual cosa va renunciar aviat. Se li van oferir a més, algunes pensions, i, pagats els seus deutes, li va quedar encara com a benefici sobre la venda de les seves Etudes una suma de 6.000 lliures.
Va tornar després a les seves utopies polítiques amb la seva obra Les Vœux d'un solitari pour servir de suite aux Etudes de la Nature (París, 1789), a la qual va seguir una altra producció de caràcter exòtic, La Chaumière indienne, en què es va publicar en el cinquè volum de les seves Etudes de la Nature (París, 1791). En aquesta producció es barregen meravellosament una suau filosofia, el sentiment i les descripcions pintoresques.

## Casaments
En 1792 va casar amb la filla del seu editor, Felicitat Didot, la qual va estar molt enamorada de Saint-Pierre, malgrat que aquest, en contraure matrimoni, comptava ja cinquanta-cinc anys. Aquesta unió no va ser gaire feliç, i l'esposa va viure relegada a Essone (una illa del Sena). Va enviudar en 1799 i l'any següent va contreure Saint-Pierre un altre matrimoni, sent la seva nova esposa la joveneta Desiderata Pelleport. Tot i la gran desproporció d'edats, aquesta va ser molt feliç. El 1795 va ingressar a l'Acadèmia Francesa. L'Imperi va tractar bé l'il·lustre escriptor, ja que li va atorgar una pensió de 8.000 francs i, a més, el va condecorar.
Saint-Pierre pateix exuberància de sentiment i inflor d'estil, però és el representant més genuí de les idees de Rosseau.
Del seu primer matrimoni va tenir un fill, Pau que va morir jove, i Virgínia que va casar amb el general Gasan. En morir Saint-Pierre, la seva segona esposa va contreure matrimoni amb l'editor Amado Martín, que va publicar les obres de l'il·lustre escriptor. El mateix editor va traçar un quadre excessivament favorable de Saint-Pierre a la seva Biografia el 1826. Les seves Meditacions sobre la natura foren traduïdes al castellà per Domingo d'Aristizábal (Barcelona, 1843).

## Obres
- Voyage à l'Île de France, à l'île Bourbon et au cap de Bonne-Espérance (1773)
- L'Arcadie (1781)
- Études de la nature (1784)
- Paul et Virginie (1788)
- La Chaumière indienne (1790)
- Le Café de Surate (1790)
- Les Vœux d'un solitaire (1790)
- De la nature de la morale (1798)
- Voyage en Silésie (1807)
- La Mort de Socrate (1808)
- Harmonies de la nature (1815)

## Traduccions al català
La seva novel·la Paul et Virginie (1788) es publicà el 1921 a la Biblioteca Literària d'Editorial Catalana, amb el títol de Pau i Virginia i traduïda per Albert Cabestany, pseudònim darrere del qual, no se sap del cert, es troba Josep Carner o Carles Riba.

## Obres derivades
La novel·la Paul et Virginie ha tingut diverses adaptacions:
- Paul et Virginie, opéra comique amb música de Rodolphe Kreutzer i llibret d' Edmond de Favières (1791, Comédie italienne, París)
- Paul et Virginie, ou Le triomphe de la vertu, opéra comique amb música de Jean-François Le Sueur i llibret d'Alphonse du Congé Dubreuil (13 de gener de 1794, Théâtre Feydeau de París)
- Paul et Virginie, òpera en tres actes de Victor Massé amb llibret de Barbier i Carré (1876, Théâtre lyrique, París)
- Paul et Virginie, música incidental d'Henri Rabaud per a l'obra de teatre d'Edmond Guiraud (1922)
- Paul et Virginie, pel·lícula dirigida per Robert Péguy (1924)
- Paul et Virginie, sèrie televisiva de Pierre Gaspard-Huit (1974)
- Paul et Virginie, comèdia musical amb música de Jean-Jacques Debout (1992, Palais des congrès de Paris).